# لومیلدس
لومیلدس (انگلیسی: Lumileds) شرکت الکترونیک هلندی است، که در سال ۱۹۹۹ تأسیس شد.